# 斯特里帕 (烏日霍羅德區)
48°37′15″N 22°23′58″E / 48.62083°N 22.39944°E
斯特里帕（烏克蘭語：Стрипа），是烏克蘭的村落，位於該國西部外喀爾巴阡州，由烏日霍羅德區負責管轄，面積0.15平方公里，2001年人口469，人口密度每平方公里3,126.67人。